# 에이디테크놀로지
에이디테크놀로지(ADTechnology Co., Ltd.)는 대한민국의 시스템 반도체 ODM 기업이다. 본사는 경기도 수원시 영통구 광교중앙로248번길 7-8에 위치해 있으며 대표이사는 박준규이다.

ARM 홀딩스의 생태계인 ATD(Arm Total Design)에 속해 있다.

## 상장
2014년 12월 16일 주관사를 한국투자증권으로 공모가 15,000원에 상장하였다.

## 같이 보기
- 에이직랜드

## 참고문헌
1. ↑  에이디테크놀로지, 첫 '3nm 공정' 고객사 확보, 디일렉, 2023년 10월 10일
2. ↑  TSMC 떠나 삼성 지원군으로...에이디테크놀로지 "모든 준비 마쳤다, 파워 레벨링, 2023년 8월 24일
3. ↑  에이디테크놀로지, 獨 AI 업체와 5나노 칩 개발 "5년간 10억달러 예상, ET뉴스, 2022년 10월 19일
4. ↑  김준형, 에이디테크놀로지, 주가 급등...ARM '네오버스' 플랫폼 협력에 주목, 빅데이터뉴스, 2024년 2월 23일